# Догадин, Степан Кузьмич
Степа́н Кузьми́ч Дога́дин (1876, Кулебаки, Нижегородская губерния — 1916, Красноярск) — русский революционер.

## Биография
Родился в 1876 году в селе (ныне город) Кулебаки Ардатовского уезда Нижегородской губернии. Поступил на работу на Кулебакский металлургический завод. В 1903 году стал одним из первых участников кулебакской ячейки Российской социал-демократической рабочей партии. Принимал активное участие в революции 1905—1907 годов. В 1910 году был арестован за революционную дейтельность. Суд приговорил Догадина к 7 годам катаржной тюрьмы. Для отбытия наказания был выслан в Красноярск, где и скончался в каторжной тюрьме в 1916 году.

## Память
Именем Степана Кузьмича Догадина названа одна из улиц города Кулебаки. На доме, где Догадин жил в Кулебаках, установлена мемориальная доска.